# アナザー・グリーン・ワールド
『アナザー・グリーン・ワールド』（Another Green World）は、ブライアン・イーノが1975年に発表した、ソロ名義では3作目のスタジオ・アルバム。

## 背景
本作の制作に当たり、イーノは当初35曲を書いたが、本人によれば「それらの中には、やけになって藁にもすがる思いで作られた代物もあった」とのことで、最終的にはオブリーク・ストラテジーズ（イーノとピーター・シュミットが考案した、様々なメッセージの書かれたカード・セット）を活用した自然発生的なレコーディング・スタイルが取られた。フィル・コリンズ、パーシー・ジョーンズ、ロバート・フリップ、ポール・ルドルフ（ピンク・フェアリーズ）、ジョン・ケイル等のゲスト・ミュージシャンが迎えられた一方、収録曲の約半数はイーノが単独で録音した。
本作のジャケットは、イーノの友人トム・フィリップスが描いた絵画『After Raphael』（1973年）の一部を切り取った物である。

## 評価・影響
チャーリー・ウォルターズは1976年5月6日付の『ローリング・ストーン』誌のレビューにおいて「5曲のボーカル・ナンバーは、おおむね彼の保守的なアプローチを示しているが、9曲のインストゥルメンタルでは、彼の特に革新的な音楽ジャンルの再構成がなされている。これらの要素が結合し、このアーティストの、恐らく最も上出来なレコードとなった」と評している。また、スティーヴ・ヒューイはオールミュージックにおいて満点の5点を付け「『アナザー・グリーン・ワールド』は、旧来の楽曲の構造と決別し、音に対してより空間的かつミニマリズム的なアプローチへ向かう様を示している、普遍的に認められた名盤」「アレンジは簡素でありながら、アルバムのトーンは豪華な質感で、イーノが（ブライアン・ウィルソンの如く）録音スタジオ自体を楽器として扱う妙技を発展させつつあったことが反映されている」と評している。
『ローリング・ストーン』誌が2003年に選出した「オールタイム・グレイテスト・アルバム500」では433位にランク・インし、2020年版の改訂では338位となった。ピッチフォーク・メディアのスタッフが2004年に選出した「1970年代のベスト・アルバム100」では10位にランク・イン。
収録曲「ザ・ビッグ・シップ」は、2015年のサンダンス映画祭で初公開された映画のうち『ぼくとアールと彼女のさよなら』および『人生はローリングストーン』の2作のサウンドトラックで使用された。なお、イーノは『ぼくとアールと彼女のさよなら』の音楽監督を務めており、同作では「アイル・カム・ランニング」、「ゴールデン・アワーズ」、「サビヌル/ラーヴァ」といった本作からの曲も使用された。

## 収録曲
全曲ともブライアン・イーノ作。
1. スカイ・ソー - "Sky Saw" - 3:28
2. オーヴァー・ファイアー・アイランド - "Over Fire Island" - 1:51
3. セント・エルモス・ファイアー - "St. Elmo's Fire" - 3:03
4. イン・ダーク・トゥリーズ - "In Dark Trees" - 2:30
5. ザ・ビッグ・シップ - "The Big Ship" - 3:03
6. アイル・カム・ランニング - "I'll Come Running" - 3:50
7. アナザー・グリーン・ワールド - "Another Green World" - 1:36
8. サムバー・レプティルズ - "Sombre Reptiles" - 2:25
9. リトル・フィッシュズ - "Little Fishes" - 1:30
10. ゴールデン・アワーズ - "Golden Hours" - 4:00
11. ビカームド - "Becalmed" - 3:56
12. サビヌル/ラーヴァ - "Zawinul/Lava" - 3:00
13. エヴリシング・マージズ・ウィズ・ザ・ナイト - "Everything Merges with the Night" - 3:59
14. スピリッツ・ドリフティング - "Spirits Drifting" - 2:51

## 参加ミュージシャン
- ブライアン・イーノ - ボーカル、ピアノ、オルガン、シンセサイザー、ベース・ペダル、ギター、パーカッション、エフェクト、テープ、エレクトリック・エレメンツ
- ロッド・メルヴィン - ローズ・ピアノ (on #1, #12)、ピアノ (on #6)
- ポール・ルドルフ - ベース (on #1, #6)、スネアドラム (on #6)、ギター (on #12)
- パーシー・ジョーンズ - フレットレスベース (on #1, #2, #12)
- フィル・コリンズ - ドラムス (on #1, #2)、パーカッション (on #12)
- ジョン・ケイル - ヴィオラ (on #1, #10)
- ロバート・フリップ - ギター (on #3, #6, #10)
- ブライアン・ターリントン - ピアノ (on #13)、ベース (on #13)